# Mânzălești
Mânzălești là một xã thuộc hạt Buzău, România. Dân số thời điểm năm 2002 là 3046 người.